# Silent Key
Silent key (deutsch „schweigende Taste“) ist ein Begriff aus dem Amateurfunk. Er wird, durch SK abgekürzt, als Zusatz an das Rufzeichen einer Funkstelle angehängt, um anderen Funkern mitzuteilen, dass der Inhaber des Rufzeichens verstorben ist.
Das Rufzeichen erhält dann nach einem Schrägstrich das Suffix SK (Beispiel: DL1ZZZ/SK). Dieser Hinweis dient auch in Amateurfunkmedien, wie Verbandszeitschriften oder Clubnachrichten, dazu, des verstorbenen Funkers zu gedenken.

## Allgemeine Betriebstechnik
In der internationalen Funkbetriebstechnik bei kommerziellen Funkdiensten und teilweise auch im Amateurfunkdienst wird bei den Betriebsarten Funkfernschreiben wie RTTY, AMTOR, PACTOR oder auch anderen digitalen Betriebsarten wie PSK31, die Abkürzung SK („Schluss-Kennung“) als Bedeutung für den Verkehrsschluss verwendet. Hierbei werden die beiden Buchstaben „SK“, oder auch „sk“, am Ende der Übermittlung nach einem Leerzeichen gesendet.
Speziell in der Morsetelegrafie („CW“) werden die beiden Buchstaben jedoch nicht einzeln gesendet, sondern als ein einzelnes zusammenhängendes Funkverkehrszeichen, also als: sk (▄ ▄ ▄ ▄▄▄ ▄ ▄▄▄ ), mit der Bedeutung „Verkehrsschluss“.